# Ferrari D50
Der Ferrari D50, auch als Lancia-Ferrari D50 bezeichnet, war ein Formel-1-Rennwagen von Ferrari, den die Scuderia 1956 in der Formel-1-Weltmeisterschaft einsetzte.

## Entwicklungsgeschichte
Die Ferrari D50 resultierten aus Ferraris Übernahme der Rennabteilung von Lancia, die sich nach dem Tod von Alberto Ascari und wegen finanzieller Schwierigkeiten aus der Formel 1 zurückgezogen hatte. Vittorio Jano hatte den neuartigen Lancia D50 entworfen. Bei Ferrari wurden die Wagen umfangreich verändert und bis zum Typ 801 weiterentwickelt. Allerdings fiel diesen Modifikationen eines der wichtigsten Merkmale der Lancia D50 zum Opfer. Die beiden seitlichen Tankbehälter, die dem Lancia D50 ein ausbalanciertes Fahrverhalten gaben, verschwanden. Die Tanks waren jetzt wieder im Heck eingebaut. Auch der V8-Motor wurde überarbeitet. Nachdem die Ferrari-Techniker auch das Fahrgestell angepasst hatten, blieb von den Lancias fast nur die Auspuffanlage übrig.

## Renngeschichte

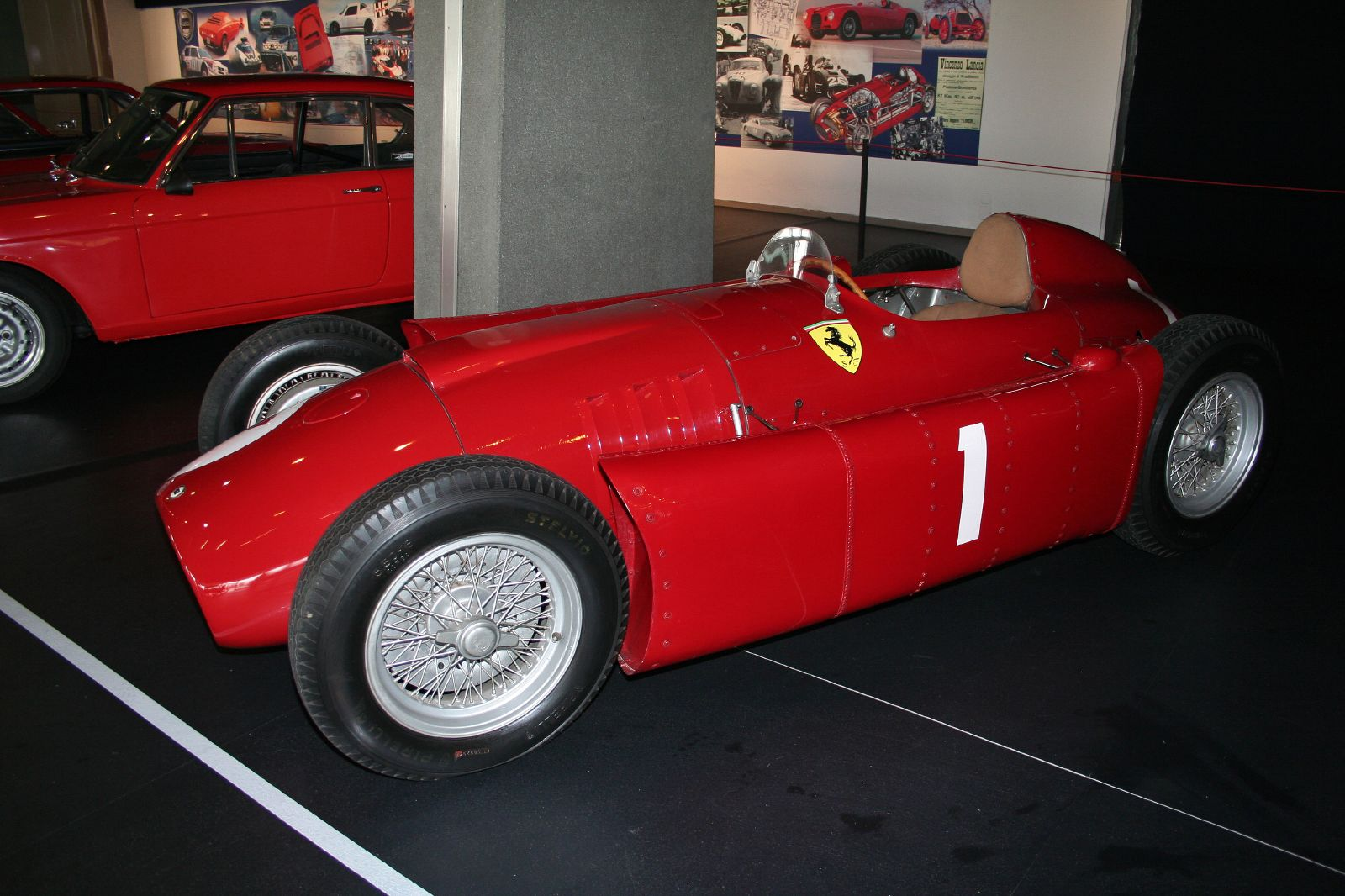
Ferrari D50, noch mit den seitlichen Tanks, die Anfang der Saison 1956 durch einen Heck-Tank ersetzt wurden, und nur noch aerodynamische Funktion hatten.

Die Scuderia konnte 1956 eine hochkarätige Fahrermannschaft aufbieten. Juan Manuel Fangio war von Mercedes-Benz gekommen, die Ende 1955 (nach dem Unfall in Le Mans) ihre Rennabteilung geschlossen hatten. Dazu kamen die beiden Italiener Luigi Musso und Eugenio Castellotti. Der vierte Fahrer im Team war der neue britische Spitzenfahrer Peter Collins.
Es wurde eine erfolgreiche Saison, allerdings mussten die Siege hart erarbeitet werden. Die D50 waren nicht die erhofften überlegenen Wagen. Schon bald zeigte sich, dass der Rückbau der Seitentanks ein Fehler war. Enzo Ferrari ließ sich jedoch nicht umstimmen und Jano gab nach. Das Handling der D50 war äußerst behäbig und die Zuverlässigkeit nur mittelmäßig.
Andererseits gab es Rennen, die die Scuderia mit den D50 total dominierte. Beim Großen Preis von Belgien belegte Ferrari die ersten drei Plätze. Peter Collins siegte vor dem „Gastfahrer“ Paul Frère und Luigi Musso. Nach dem Rennen machte Frère, der auch als Journalist arbeitete und ob seines technischen Fachwissens und seiner objektiven Beurteilung hoch gelobt wurde, den „Tank“ erneut zum Thema. Aber Frère war nur ein Ersatzfahrer und keiner hörte auf ihn.
Am Ende wurde Fangio trotz aller Mängel des Wagens zum vierten Mal Fahrerweltmeister und die Scuderia konnte über fünf Saisonsiege jubeln.

## Technische Daten
| Ferrari D 50          | Baujahr 1954; eingesetzt 1956                                                                                               |
| --------------------- | --- |
| Motor                 | Ferrari-90º-V8-Frontmotor, längs eingebaut                                                                                  |
| Bohrung × Hub         | 76,0 mm / 68,5 mm |
| Gesamter Hubraum      | 2485,98 cm³ |
| Hubraum pro Zylinder  | 310,75 cm³ |
| Verdichtung           | 11,9 : 1 |
| Leistung              | 285 PS / 213 kW bei 8500/min                                                                                                |
| Motorsteuerung        | zwei obenliegende Nockenwellen je Zylinderbank, 2 Ventile pro Zylinder                                                      |
| Vergaser              | 4 Solex 40 PII |
| Treibstoff            | Benzin |
| Tankinhalt            | 190 Liter |
| Kühlung               | Wasser (mit Pumpe) |
| Schmierung            | Trockensumpf |
| Getriebe              | Transaxle, 5-Gang, 1 Rückwärtsgang, Mehrscheibenkupplung                                                                    |
| Fahrwerk              | Rohrrahmen |
| Aufhängung vorn       | Einzeln, Doppelquerlenker mit ungleicher Länge, Querblattfeder, innenliegende, über Kipphebel betätigte Teleskopstoßdämpfer |
| Aufhängung hinten     | De-Dion-Achse, Querblattfeder, Houdaille-Stoßdämpfer                                                                        |
| Bremsen               | Trommelbremsen |
| Lenkung               | Schnecke mit Zahnradsektor                                                                                                  |
| Radstand              | 2280 mm |
| Spur                  | 1270 mm |
| Außenmaße             | Länge: 3850 mm / Breite: 1448 mm / Höhe: 962 mm                                                                             |
| Reifen Vorne          | 5.50 × 16 |
| Reifen Hinten         | 7.00 × 16 |
| Trockengewicht        | 640 kg (inkl. Wasser und Öl)                                                                                                |
| Höchstgeschwindigkeit | |

## Komplette Ergebnisse der Formel-1-Weltmeisterschaft
In dieser Tabelle sind die kompletten Ergebnisse des Ferrari D50 in all seinen Evolutionsstufen gelistet.
| Jahr | Bezeichnung              | Motor               | Reifen | Team             | Fahrer                | Rennen  | Rennen  | Rennen | Rennen | Rennen | Rennen  | Rennen    | Rennen  |
| ---- | ------------------------ | ------------------- | ------ | ---------------- | --------------------- | ------- | ------- | ------ | ------ | ------ | ------- | --------- | ------- |
|      |                          |                     |        |                  |                       |         |         |        |        |        |         |           |         |
| 1955 | Ferrari D50              | Lancia DS50 2.5 V8  | E      | Scuderia Ferrari | Giuseppe Farina       | a       | a       | a      | a      | a      | a       | DNS       |         |
| 1955 | Ferrari D50              | Lancia DS50 2.5 V8  | E      | Scuderia Ferrari | Eugenio Castellotti   | a       | a       | a      | a      | a      | a       | DNS       |         |
| 1955 | Ferrari D50              | Lancia DS50 2.5 V8  | E      | Scuderia Ferrari | Luigi Villoresi       | a       | a       | a      | a      | a      | a       | DNS       |         |
|      |                          |                     |        |                  |                       |         |         |        |        |        |         |           |         |
| 1956 | Ferrari D50              | Ferrari DS50 2.5 V8 | P E    | Scuderia Ferrari | Juan Manuel Fangio    | 1b/ DNF | 2b/4b   |        | DNF    | 4      | 1       | 1         | 2b/8b   |
| 1956 | Ferrari D50              | Ferrari DS50 2.5 V8 | P E    | Scuderia Ferrari | Eugenio Castellotti   | DNF     | 4b/ Ret |        | DNF    | 2      | 10b     | DNFb /DNF | 8b/ DNF |
| 1956 | Ferrari D50              | Ferrari DS50 2.5 V8 | P E    | Scuderia Ferrari | Luigi Musso           | 1b      | DNF     |        |        |        |         | DNFb      | DNF     |
| 1956 | Ferrari D50              | Ferrari DS50 2.5 V8 | P E    | Scuderia Ferrari | Peter Collins         |         | 2       |        | 1      | 1      | 2/b DNF | DNFb /DNF | 2b      |
| 1956 | Ferrari D50              | Ferrari DS50 2.5 V8 | P E    | Scuderia Ferrari | Olivier Gendebien     |         |         |        |        | DNF    | DNA     |           |         |
| 1956 | Ferrari D50              | Ferrari DS50 2.5 V8 | P E    | Scuderia Ferrari | Paul Frère            |         |         |        | 2      |        |         |           |         |
| 1956 | Ferrari D50              | Ferrari DS50 2.5 V8 | P E    | Scuderia Ferrari | André Pilette         |         |         |        | 6      |        |         |           |         |
| 1956 | Ferrari D50              | Ferrari DS50 2.5 V8 | P E    | Scuderia Ferrari | Alfonso de Portago    |         |         |        |        | DNF    | 2b/ 10b | DNFb      | DNF     |
| 1956 | Ferrari D50              | Ferrari DS50 2.5 V8 | P E    | Scuderia Ferrari | Wolfgang von Trips    |         |         |        |        |        |         |           | DNS     |
|      |                          |                     |        |                  |                       |         |         |        |        |        |         |           |         |
| 1957 | Ferrari D50A Ferrari 801 | Ferrari DS50 2.5 V8 | E      | Scuderia Ferrari | Peter Collins         | 6b/ DNF | DNF     |        | 3      | DNF    | 3       |           | DNF     |
| 1957 | Ferrari D50A Ferrari 801 | Ferrari DS50 2.5 V8 | E      | Scuderia Ferrari | Luigi Musso           | DNF     |         |        | 2      | 2      | 4       | DNF       | 8       |
| 1957 | Ferrari D50A Ferrari 801 | Ferrari DS50 2.5 V8 | E      | Scuderia Ferrari | Eugenio Castellotti   | DNF     |         |        |        |        |         |           |         |
| 1957 | Ferrari D50A Ferrari 801 | Ferrari DS50 2.5 V8 | E      | Scuderia Ferrari | Mike Hawthorn         | DNF     | DNFb    |        | 4      | 3      | 2       |           | 6       |
| 1957 | Ferrari D50A Ferrari 801 | Ferrari DS50 2.5 V8 | E      | Scuderia Ferrari | Wolfgang von Trips    | 6b      | 71      |        |        |        |         |           | 3       |
| 1957 | Ferrari D50A Ferrari 801 | Ferrari DS50 2.5 V8 | E      | Scuderia Ferrari | Cesare Perdisa        | 61      |         |        |        |        |         |           |         |
| 1957 | Ferrari D50A Ferrari 801 | Ferrari DS50 2.5 V8 | E      | Scuderia Ferrari | Alfonso de Portago    | 5b      |         |        |        |        |         |           |         |
| 1957 | Ferrari D50A Ferrari 801 | Ferrari DS50 2.5 V8 | E      | Scuderia Ferrari | José Froilán González | 5b      |         |        |        |        |         |           |         |
| 1957 | Ferrari D50A Ferrari 801 | Ferrari DS50 2.5 V8 | E      | Scuderia Ferrari | Maurice Trintignant   |         | 5       |        | DNF    | 4      | DNS     |           |         |

a diese Rennen wurden mit verschiedenen Vorgängermodellen bestritten.
b Punkteteilung durch Fahrerwechsel auf dem gleich Fahrzeug. (engl.: „Shared drive“)
| Legende  | Legende            | Legende                                                          |
| Farbe    | Abkürzung          | Bedeutung                                                        |
| -------- | ------------------ | ---------------------------------------------------------------- |
| Gold     | –                  | Sieg                                                             |
| Silber   | –                  | 2. Platz                                                         |
| Bronze   | –                  | 3. Platz                                                         |
| Grün     | –                  | Platzierung in den Punkten                                       |
| Blau     | –                  | Klassifiziert außerhalb der Punkteränge                          |
| Violett  | DNF                | Rennen nicht beendet (did not finish)                            |
| Violett  | NC                 | nicht klassifiziert (not classified)                             |
| Rot      | DNQ                | nicht qualifiziert (did not qualify)                             |
| Rot      | DNPQ               | in Vorqualifikation gescheitert (did not pre-qualify)            |
| Schwarz  | DSQ                | disqualifiziert (disqualified)                                   |
| Weiß     | DNS                | nicht am Start (did not start)                                   |
| Weiß     | WD                 | zurückgezogen (withdrawn)                                        |
| Hellblau | PO                 | nur am Training teilgenommen (practiced only)                    |
| Hellblau | TD                 | Freitags-Testfahrer (test driver)                                |
| ohne     | DNP                | nicht am Training teilgenommen (did not practice)                |
| ohne     | INJ                | verletzt oder krank (injured)                                    |
| ohne     | EX                 | ausgeschlossen (excluded)                                        |
| ohne     | DNA                | nicht erschienen (did not arrive)                                |
| ohne     | C                  | Rennen abgesagt (cancelled)                                      |
| ohne     | keine WM-Teilnahme |                                                                  |
| sonstige | P/fett             | Pole-Position                                                    |
| sonstige | 1/2/3/4/5/6/7/8    | Punktplatzierung im Sprint-/Qualifikationsrennen                 |
| sonstige | SR/kursiv          | Schnellste Rennrunde                                             |
| sonstige | *                  | nicht im Ziel, aufgrund der zurückgelegten Distanz aber gewertet |
| sonstige | ()                 | Streichresultate                                                 |
| sonstige | unterstrichen      | Führender in der Gesamtwertung                                   |